# 그리요
그리요(아이티어: griyo, 프랑스어: griot 그리오[*])는 아이티의 돼지고기 요리이다. 귤열매 즙에 잰 돼지고기를 기름에 튀겨 만드는 잔치 음식이며, 아이티의 국민 음식 가운데 하나로 여겨진다.

## 만들기
돼지고기 부위 중에 목살이 흔히 사용된다. 고기를 라임 즙과 오렌지·레몬 즙 등 귤열매의 즙에 재어 두었다가 에피스로 양념해 조려 익힌다. 조려진 고기는 기름에 튀긴다. 흔히 디리 아크 종종, 피클리즈, 바난 페제 등과 함께 낸다.

## 같이 보기
- 카르니타스